# Медаль Ліннея
Меда́ль Лінне́я (англ. The Linnean Medal) — почесна наукова нагорода Лондонського Ліннеївського товариства, заснована у 1888 році. Вручається щорічно видатному ботаніку або зоологу. Медаль названа на честь шведського натураліста Карла Ліннея.
Лауреатів також називають «Ліннеївськими медалістами» (англ. Linnean Medalists).
Надпис на медалі: аверс — CAROLUS LINNÆUS, реверс — SOCIETAS LINNÆANA OPTIME MERENTI.

## Список нагороджених

### XIX століття
- 1888: Джозеф Долтон Гукер (англ. Joseph Dalton Hooker) та Річард Овен (англ. Richard Owen)
- 1889: Альфонс Декандоль (фр. Alphonse Pyramus de Candolle)
- 1890: Томас Генрі Гакслі (англ. Thomas Henry Huxley)
- 1891: Жан-Батист Едуард Борне (фр. Jean-Baptiste Édouard Bornet)
- 1892: Альфред Рассел Уоллес (англ. Alfred Russel Wallace)
- 1893: Деніел Олівер (англ. Daniel Oliver)
- 1894: Ернст Геккель (нім. Ernst Haeckel)
- 1895: Фердинанд Юліус Кон (нім. Ferdinand Julius Cohn)
- 1896: Джордж Джеймс Олмен(інші мови) (англ. George James Allman)
- 1897: Якоб Георг Агард (англ. Jacob Georg Agardh)
- 1898: Джордж Чарлз Воллик(інші мови) (англ. George Charles Wallich)
- 1899: Джон Гілберт Бейкер (англ. John Gilbert Baker)
- 1900: Альфред Ньютон (англ. Alfred Newton)

### XX століття
- 1901: Джордж Кінг (англ. George King)
- 1902: Рудольф Альберт Келлікер (нім. Albert von Kölliker)
- 1903: Мордехай Кук(інші мови) (нім. Mordecai Cubitt Cooke)
- 1904: Альберт Гюнтер (нім. Albert Günther)
- 1905: Едуард Адольф Страсбургер (нім. Eduard Strasburger)
- 1906: Альфред Мерле Норман(інші мови) (англ. Alfred Merle Norman)
- 1907: Мелхіор Трейб(інші мови) (нід. Melchior Treub)
- 1908: Томас Роско Реде Стеббінг(інші мови) (англ. Thomas Roscoe Rede Stebbing)
- 1909: Фредерік Орпен Бовер (англ. Frederick Orpen Bower)
- 1910: Георг Оссіан Сарс (норв. Georg Ossian Sars)
- 1911: Герман цу Зольмс-Лаубах (нім. Hermann Graf zu Solms-Laubach)
- 1912: Роберт Сиріл Лейтон Перкінс(інші мови) (англ. Robert Cyril Layton Perkins)
- 1913: Адольф Енглер (нім. Adolf Engler)
- 1914: Отто Бючлі (нім. Otto Butschli)
- 1915: Джозеф Генрі Мейден (англ. Joseph Henry Maiden)
- 1916: Франк Еверс Беддард(інші мови) англ. Frank Evers Beddard)
- 1917: Генрі Бругем Гуппі(інші мови) (англ. Henry Brougham Guppy)
- 1918: Фредерік дю Кейн Годман (англ. Frederick DuCane Godman)
- 1919: Ісаак Бейлі Балфур (англ. Isaac Bayley Balfour)
- 1920: Едвін Рей Ланкестер (англ. Edwin Ray Lankester)
- 1921: Дюкенфілд Генрі Скотт (англ. Dukinfield Henry Scott)
- 1922: Едвард Багналл Поултон англ. Edward Bagnall Poulton)
- 1923: Томас Фредерік Чізмен (англ. Thomas Frederic Cheeseman)
- 1924: Вільям Кармайкл Макінтош(інші мови) (англ. William Carmichael McIntosh)
- 1925: Френсіс Волл Олівер(інші мови) (англ. Francis Wall Oliver)
- 1926: Едгар Джонсон Аллен(інші мови) (англ. Edgar Johnson Allen)
- 1927: Отто Штапф (нім. Otto Stapf)
- 1928: Едмунд Бічер Вілсон(інші мови) (англ. Edmund Beecher Wilson)
- 1929: Гуго де Фріз (нід. Hugo de Vries)
- 1930: Джеймс Пітер Хілл(інші мови) (англ. James Peter Hill)
- 1931: Карл фон Гебель (англ. Karl Ritter von Goebel)
- 1932: Едвін Стівен Гудріч (нім. Edwin Stephen Goodrich)
- 1933: Робер Іпполит Шода (фр. Robert Hippolyte Chodat)
- 1934: Сідней Фредерік Гармер (англ. Sidney Frederic Harmer)
- 1935: Девід Прейн (англ. David Prain)
- 1936: Джон Стенлі Гардінер(інші мови) (англ. John Stanley Gardiner)
- 1937: Фредерік Фрост Блекмен(інші мови) (англ. Frederick Frost Blackman)
- 1938: Д'Арсі Вентворт Томпсон(інші мови) (англ. D'Arcy Wentworth Thompson)
- 1939: Елмер Дрю Меррілл (англ. Elmer Drew Merrill)
- 1940: Артур Сміт Вудворд(інші мови) (англ. Arthur Smith Woodward)
- 1941: Артур Тенслі (англ. Arthur Tansley)
- 1942: Нагородження призупинено
- 1946: Вільям Томас Кальман(інші мови) (англ. William Thomas Calman) та Фредерік Ернест Вейс(інші мови) (англ. Frederick Ernest Weiss)
- 1947: Моріс Коллері(інші мови) (фр. Maurice Jules Gaston Corneille Caullery)
- 1948: Агнес Робертсон Арбер
- 1949: Девід Мередіт Вотсон(інші мови) (англ. David Meredith Seares Watson)
- 1950: Генрі Ніколас Рідлі (англ. Henry Nicholas Ridley)
- 1951: Оле Теодор Дженсен Мортенсен (дан. Ole Theodor Jensen Mortensen)
- 1952: Айзек Генрі Беркілл (англ. Isaac Henry Burkill)
- 1953: Патрік Альфред Бакстон (англ. Patrick Alfred Buxton)
- 1954: Фелікс Юджин Фрич (англ. Felix Eugene Fritsch)
- 1955: Джон Грем Керр (англ. John Graham Kerr)
- 1956: Вільям Генрі Ленг (англ. William Henry Lang)
- 1957: Ерік Стенше (швед. Erik Stensiö)
- 1958: Гевін де Бір (англ. Gavin de Beer) таВільям Бертрам Террілл (англ. William Bertram Turrill)
- 1959: Гарольд Манро Фокс (англ. Harold Munro Fox) and Карл Скоттсберг (швед. Carl Skottsberg)
- 1960: Ліббі Хайман (англ. Libbie Hyman) та Г'ю Гамшо Томас (англ. Hugh Hamshaw Thomas)
- 1961: Едмунд В. Мейсон (англ. Edmund W. Mason) та Фредерік Страттен Рассел (англ. Frederick Stratten Russell)
- 1962: Норман Лофтус Бор (англ. Norman L. Bor) та Джордж Гейлорд Сімпсон (англ. George Gaylord Simpson)
- 1963: Сідні Мілана Ментон (англ. Sidnie Milana Manton) та Вільям Персол (англ. William Pearsall)
- 1964: Річард Ерік Холттум (англ. Richard Eric Holttum) та Карл Фредерік Абель Пантін (англ. Carl Frederick Abel Pantin)
- 1965: Джон Гатчінсон (англ. John Hutchinson) та Джон Ремсботтом (англ. John Ramsbottom)
- 1966: Гордон Картер (англ. G. S. Carter) та Гаррі Годвін (англ. Harry Godwin)
- 1967: Чарлз Сазерленд Елтон (англ. Charles Sutherland Elton) та Чарлз Едвард Габбард (англ. Charles E. Hubbard)
- 1968: А. Грейган (англ. A. Gragan) та Томас Максвелл Гарріс (англ. Thomas Maxwell Harris)
- 1969: Айрін Ментон (англ. Irene Manton) та Етелвінн Тревавас (англ. Ethelwynn Trewavas)
- 1970: Едред Джон Генрі Корнер (англ. E. J. H. Corner) та Еррол Айвор Вайт (англ. Errol I. White)
- 1971: Чарльз Р. Меткалф (англ. Charles R. Metcalfe) та Дж.І.Сміт (англ. J. E. Smith)
- 1972: Артур Рой Клепем (англ. Arthur Roy Clapham) та Альфред Ромер (англ. Alfred Romer)
- 1973: Джордж Ледьярд Стеббінс (англ. George Ledyard Stebbins) та Джон Захарі Янг (англ. John Zachary Young)
- 1974: Віллі Хенніг (нім. Willi Hennig) та Жозіас Браун-Бланке (фр. Josias Braun-Blanquet)
- 1975: Александер Ватт (англ. Alexander Watt) та Філіп Шеппард (англ. Philip Sheppard)
- 1976: Вільям Томас Стерн (англ. William Thomas Stearn)
- 1977: Ернст Майр (нім. Ernst Mayr) та Томас Гаскелл Татін (англ. Thomas Gaskell Tutin)
- 1978: Олав Гедберг (англ. Olav K. H. Hedberg) та Томас Стенлі Вестолл (англ. Thomas Stanley Westoll)
- 1979: Роберт Макнейл Александер (англ. Robert McNeill Alexander) та Пол Вестмакотт Річардс (англ. Paul Westmacott Richards)
- 1980: Джеффрі Клаф Ейнсворт (англ. Geoffrey Clough Ainsworth) та Рой Кровсон (англ. Roy Crowson)
- 1981: Брайан Лоренс Бертт (англ. Brian Laurence Burtt) та Сиріл Естлі Кларк (англ. Cyril Astley Clarke)
- 1982: Пітер Хедленд Дейвіс (англ. Peter Hadland Davis) та Пітер Хамфрі Грінвуд (англ. Peter H. Greenwood)
- 1983: Сесіл Теренс Інголд (англ. Cecil Terence Ingold) та Майкл Джеймс Денем Вайт (англ. Michael James Denham White)
- 1984: Джек Хокс (англ. Jack Hawkes) та Джон Стодарт Кеннеді (англ. John Stodart Kennedy)
- 1985: Артур Кейн (англ. Arthur Cain) та Джеффрі Херборн (англ. Jeffrey Harborne)
- 1986: Артур Кронквіст (англ. Arthur Cronquist) та Percy C. C. Garnham (англ. Персі Сиріл Клод Гернхем)
- 1987: Джеффрі Фраєр (англ. Geoffrey Fryer) та Вернон Гейвуд (англ. Vernon Heywood)
- 1988: Джон Гарлі (англ. John L. Harley) та Річард Саусвуд (англ. Richard Southwood)
- 1989: Вільям Дональд Гамільтон (англ. William Donald Hamilton) та Девід Смітh (англ. David Smith)
- 1990: Ґілліан Пранс (англ. Ghillean Tolmie Prance) та Флоренс Гвендолен Ріс (англ. Florence Gwendolen Rees)
- 1991: Вільям Гілберт Чалонер (англ. William Gilbert Chaloner) та Роберт МакКріді Мей (англ. Robert McCredie May)
- 1992: Річард Еванс Шултс (англ. Richard Evans Schultes) та Стівен Гулд (англ. Stephen Jay Gould)
- 1993: Барбара Пікерсгілл (англ. Barbara Pickersgill) та Л. П. Брауер (англ. L. P. Brower)
- 1994: Ф. Е.Раунд (англ. F. E. Round) та Алек Джеффріс (англ. Alec Jeffreys)
- 1995: Макс Волтерс (англ. Max Walters) та Джон Мейнард Сміт (англ. John Maynard Smith)
- 1996: Джек Геслоп-Гаррісон (англ. Jack Heslop-Harrison) та Кейт Вікерман (англ. Keith Vickerman)
- 1997: Енріко Коен (англ. Enrico Coen) та Розмарі Лоу-Макконнелл (англ. Rosemary Lowe-McConnell)
- 1998: Марк Вейн Чейз (англ. Mark Wayne Chase) та Колін Паттерсон (англ. Colin Patterson)
- 1999: Філіп Баррі Томлінсон (англ. Philip Barry Tomlinson) та К.Бон (англ. Q. Bone)
- 2000: Бернард Вердкурт (англ. Bernard Verdcourt) та Майкл Фредерік Кларідж (англ. Michael Frederick Claridge)

### XXI століття
- 2001: Кріс Гамфріс (англ. Chris Humphries) та Гарет Дж. Нельсон (англ. Gareth J. Nelson)
- 2002: Шервін Калквіст (англ. Sherwin Carlquist) та Вільям Дж. Кеннеді (англ. William J. Kennedy)
- 2003: Пітер Баас (англ. Pieter Baas) та Брайан Кемпбелл Кларк (англ. Bryan Campbell Clarke)
- 2004: Джеффрі Алан Боксшелл (англ. Geoffrey Allen Boxshall) та Джон Дрансфілд (англ. John Dransfield)
- 2005: Пола Радолл (англ. Paula Rudall) та Ендрю Сміт (англ. Andrew Smith)
- 2006: Девід Мабберлі (англ. David Mabberley) та Річард Форті (англ. Richard Fortey)
- 2007: Філ Крібб (англ. Phil Cribb) та Томас Кавальє-Сміт (англ. Thomas Cavalier-Smith)
- 2008: Джеффрі Дакетт (англ. Jeffrey Duckett) та Стівен Донован (англ. Stephen Donovan)
- 2009: Пітер Шоу Ештон (англ. Peter Shaw Ashton) та Майкл Екем (англ. Michael Akam)
- 2010: Даян Едвардс (англ. Dianne Edwards) та Дерек Ялден (англ. Derek Yalden)
- 2011: Брайан Коппінс (англ. Brian Coppins) та Чарлз Годфрей (англ. Charles Godfray)
- 2012: Стівен Блекмор (англ. Stephen Blackmore) та Пітер Голланд (англ. Peter Holland)
- 2013: Кінгслі Вейн Діксон (англ. Kingsley Wayne Dixon)
- 2014: Нільс Крістенсен (англ. Niels Kristensen) та Ганс Волтер Лак (англ. Hans Walter Lack)
- 2015: Енджик Соепадмо (англ. Engik Soepadmo), Клаус Нільсен (англ. Claus Nielsen) та Розмарі Онеггер (англ. Rosmarie Honegger)
- 2016: Джорджина Мейс (англ. Georgina Mace) та Сандра Кнапп (англ. Sandra Knapp)
- 2017: Чарлі Джервіс (англ. Charlie Jarvis) та Девід Роллінсон (англ. David Rollinson)